# مرغ شاخدار سینه‌سفید
مرغ شاخدار سینه سفید (نام علمی: Agelastes meleagrides) نام یک گونه از تیره مرغ شاخدار است.